# Bluff City (Tennessee)
Pour les articles homonymes, voir Bluff City.
Bluff City est une municipalité américaine située dans le comté de Sullivan au Tennessee. Lors du recensement de 2010, Bluff City compte 1 733 habitants.

## Géographie
Bluff City est située à 36° 27′ 48″ N, 82° 16′ 30″ O (36.463352, -82.275049).
Selon le Bureau du recensement des États-Unis, la municipalité s'étend en 2010 sur une superficie de 1,60 milles carrés (4,14 km2), dont 0,06 milles carrés (0,16 km2) d'étendues d'eau.

## Histoire
La localité de Middletown est fondée en 1858. Elle est par la suite renommée Union puis Zollicoffer (en l'honneur de Felix Kirk Zollicoffer), avant de devenir une municipalité en 1880, sous le nom d'Union. Elle est renommée Bluff City en juillet 1887,, probablement en raison des falaises rocheuses (en anglais : rocky bluffs) sur les rives de la Holston.